# Assemblea di Londra
L'Assemblea di Londra (in inglese: London Assembly) è un'assemblea, parte dell'Autorità della Grande Londra, che controlla l'operato del sindaco di Londra e ha il potere, con una maggioranza qualificata dei due terzi, di emendare il bilancio annuale del sindaco. L'assemblea fu creata nel 2000 e il suo quartier generale si trova al municipio di Londra, sulla riva sud del fiume Tamigi vicino al Tower Bridge. Essa è composta da undici membri eletti su liste di partito e da quattordici membri eletti a titolo individuale.
L'assemblea ha anche il potere di indagare su altre questioni importanti per i londinesi (trasporto, questioni ambientali, ecc.), di pubblicare riscontri e raccomandazioni, e di fare proposte al sindaco.
Sebbene i poteri dell'assemblea siano limitati, essa è vista sempre più come una tappa verso il Parlamento del Regno Unito. Da quando è stato creato, sei dei suoi membri sono stati eletti alla Camera dei Comuni: David Lammy, Meg Hillier e Diana Johnson per i laburisti; Andrew Pelling e Bob Neill per i conservatori; Lynne Featherstone per i Liberal Democratici.

## Struttura dell'Assemblea

### Sistema elettorale
Il sistema elettorale dell'Assemblea riflette le spinte proporzionalistiche che il governo di Tony Blair avrebbe voluto assecondare anche su scala nazionale.
L'Assemblea è eletta con un sistema misto. Per 14 seggi è stabilito il classico meccanismo dei collegi uninominali in voga nel Regno Unito. Al contrario invece, per 11 seggi si utilizza il metodo D'Hont su liste bloccate di partito estese all'intera Londra, prevedendo un meccanismo di scorporo dei seggi già ottenuti nei collegi uninominali.

### Seggi

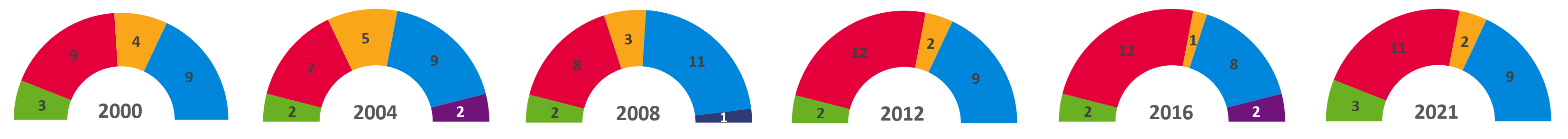
Composizione dell'Assemblea di Londra, 2000-2012

|      | Partito politico   | N° membri nell'Assemblea | N° membri nell'Assemblea | N° membri nell'Assemblea | N° membri nell'Assemblea | N° membri nell'Assemblea | N° membri nell'Assemblea | Membri attuali | Membri attuali | Membri attuali | Membri attuali | Membri attuali | Membri attuali | Membri attuali | Membri attuali | Membri attuali | Membri attuali | Membri attuali | Membri attuali |
| 2000 | Partito politico   | 2004                     | 2008                     | 2012                     | 2016                     | 2021                     |                          | Membri attuali | Membri attuali | Membri attuali | Membri attuali | Membri attuali | Membri attuali | Membri attuali | Membri attuali | Membri attuali | Membri attuali | Membri attuali | Membri attuali |
| ---- | ------------------ | ------------------------ | ------------------------ | ------------------------ | ------------------------ | ------------------------ | ------------------------ | -------------- | -------------- | -------------- | -------------- | -------------- | -------------- | -------------- | -------------- | -------------- | -------------- | -------------- | -------------- |
|      | Laburisti          | 9                        | 7                        | 8                        | 12                       | 12                       | 11                       |                |                |                |                |                |                |                |                |                |                |                |                |
|      | Conservatori       | 9                        | 9                        | 11                       | 9                        | 8                        | 9                        |                |                |                |                |                |                |                |                |                |                |                |                |
|      | Verdi              | 3                        | 2                        | 2                        | 2                        | 2                        | 3                        |                |                |                |                |                |                |                |                |                |                |                |                |
|      | UKIP               | -                        | 2                        | -                        | -                        | 2                        | -                        |                |                |                |                |                |                |                |                |                |                |                |                |
|      | Liberaldemocratici | 4                        | 5                        | 3                        | 2                        | 1                        | 2                        |                |                |                |                |                |                |                |                |                |                |                |                |
|      | BNP                | -                        | -                        | 1                        | -                        |                          |                          |                |                |                |                |                |                |                |                |                |                |                |                |

### Membri per circoscrizione

Le circoscrizioni londinesi costituenti l'Assemblea.

| Circoscrizione         | Membro           | Partito      |
| ---------------------- | ---------------- | ------------ |
| Barnet and Camden      | Anne Clarke      | Laburista    |
| Bexley and Bromley     | Peter Fortune    | Conservatore |
| Brent and Harrow       | Krupesh Hirani   | Laburista    |
| City and East          | Unmesh Desai     | Laburista    |
| Croydon and Sutton     | Neil Garratt     | Conservatore |
| Ealing and Hillingdon  | Onkar Sahota     | Laburista    |
| Enfield and Haringey   | Joanne McCartney | Laburista    |
| Greenwich and Lewisham | Len Duvall       | Laburista    |
| Havering and Redbridge | Keith Prince     | Conservatore |
| Lambeth and Southwark  | Marina Ahmad     | Laburista    |
| Merton and Wandsworth  | Leonie Cooper    | Laburista    |
| North East             | Sem Moema        | Laburista    |
| South West             | Nicholas Rogers  | Conservatore |
| West Central           | Tony Devenish    | Conservatore |

### Membri per l'intera Londra
| Partito | Partito            | Membri                                           |
| ------- | ------------------ | ------------------------------------------------ |
|         | Laburista          | Elly Baker, Sakina Sheikh                        |
|         | Conservatore       | Shaun Bailey, Andrew Boff, Susan Hall, Emma Best |
|         | Liberaldemocratici | Caroline Pidgeon, Hina Bokhari                   |
|         | Verdi              | Siân Berry, Caroline Russell, Zack Polanski      |